# Lijst van gemeenten in het departement Vienne
Hieronder volgt een lijst van de 281 gemeenten (communes) in het Franse departement Vienne (departement 86).

## A
Adriers
- Amberre
- Anché
- Angles-sur-l'Anglin
- Angliers
- Antigny
- Antran
- Arçay
- Archigny
- Aslonnes
- Asnières-sur-Blour
- Asnois
- Aulnay
- Availles-en-Châtellerault
- Availles-Limouzine
- Avanton
- Ayron

## B
Basses
- Beaumont
- Bellefonds
- Benassay
- Berrie
- Berthegon
- Béruges
- Béthines
- Beuxes
- Biard
- Bignoux
- Blanzay
- Blaslay
- Bonnes
- Bonneuil-Matours
- Bouresse
- Bourg-Archambault
- Bournand
- Brigueil-le-Chantre
- Brion
- Brux
- La Bussière
- Buxerolles
- Buxeuil

## C
Ceaux-en-Couhé
- Ceaux-en-Loudun
- Celle-Lévescault
- Cenon-sur-Vienne
- Cernay
- Chabournay
- Chalais
- Chalandray
- Champagné-le-Sec
- Champagné-Saint-Hilaire
- Champigny-le-Sec
- Champniers
- La Chapelle-Bâton
- La Chapelle-Montreuil
- La Chapelle-Moulière
- Chapelle-Viviers
- Charrais
- Charroux
- Chasseneuil-du-Poitou
- Chatain
- Château-Garnier
- Château-Larcher
- Châtellerault
- Châtillon
- Chaunay
- La Chaussée
- Chauvigny
- Cheneché
- Chenevelles
- Cherves
- Chiré-en-Montreuil
- Chouppes
- Cissé
- Civaux
- Civray
- Cloué
- Colombiers
- Couhé
- Coulombiers
- Coulonges
- Coussay
- Coussay-les-Bois
- Craon
- Croutelle
- Cuhon
- Curçay-sur-Dive
- Curzay-sur-Vonne

## D
Dangé-Saint-Romain
- Dercé
- Dienné
- Dissay
- Doussay

## F
La Ferrière-Airoux
- Fleix
- Fleuré
- Fontaine-le-Comte
- Frozes

## G
Gençay
- Genouillé
- Gizay
- Glénouze
- Gouex
- La Grimaudière
- Guesnes

## H
Haims

## I
Ingrandes
- L'Isle-Jourdain
- Iteuil

## J
Jardres
- Jaunay-Clan
- Jazeneuil
- Jouhet
- Journet
- Joussé

## L
Lathus-Saint-Rémy
- Latillé
- Lauthiers
- Lavausseau
- Lavoux
- Leigné-les-Bois
- Leignes-sur-Fontaine
- Leigné-sur-Usseau
- Lencloître
- Lésigny
- Leugny
- Lhommaizé
- Liglet
- Ligugé
- Linazay
- Liniers
- Lizant
- Loudun
- Luchapt
- Lusignan
- Lussac-les-Châteaux

## M
Magné
- Maillé
- Mairé
- Maisonneuve
- Marçay
- Marigny-Brizay
- Marigny-Chemereau
- Marnay
- Martaizé
- Massognes
- Maulay
- Mauprévoir
- Mazerolles
- Mazeuil
- Messemé
- Mignaloux-Beauvoir
- Migné-Auxances
- Millac
- Mirebeau
- Moncontour
- Mondion
- Montamisé
- Monthoiron
- Montmorillon
- Montreuil-Bonnin
- Monts-sur-Guesnes
- Morton
- Moulismes
- Moussac
- Mouterre-sur-Blourde
- Mouterre-Silly

## N
Naintré
- Nalliers
- Nérignac
- Neuville-de-Poitou
- Nieuil-l'Espoir
- Nouaillé-Maupertuis
- Nueil-sous-Faye

## O
Orches
- Les Ormes
- Ouzilly
- Oyré

## P
Paizay-le-Sec
- Payré
- Payroux
- Persac
- Pindray
- Plaisance
- Pleumartin
- Poitiers
- Port-de-Piles
- Pouançay
- Pouant
- Pouillé
- Pressac
- Prinçay
- La Puye

## Q
Queaux
- Quinçay

## R
Ranton
- Raslay
- La Roche-Posay
- Le Rochereau
- La Roche-Rigault
- Roches-Prémarie-Andillé
- Roiffé
- Romagne
- Rouillé

## S
Saint-Benoît
- Saint-Christophe
- Saint-Clair
- Saint-Cyr
- Saint-Gaudent
- Saint-Genest-d'Ambière
- Saint-Georges-lès-Baillargeaux
- Saint-Germain
- Saint-Gervais-les-Trois-Clochers
- Saint-Jean-de-Sauves
- Saint-Julien-l'Ars
- Saint-Laon
- Saint-Laurent-de-Jourdes
- Saint-Léger-de-Montbrillais
- Saint-Léomer
- Saint-Macoux
- Saint-Martin-l'Ars
- Saint-Maurice-la-Clouère
- Saint-Pierre-de-Maillé
- Saint-Pierre-d'Exideuil
- Sainte-Radégonde
- Saint-Rémy-sur-Creuse
- Saint-Romain
- Saint-Sauvant
- Saint-Sauveur
- Saint-Savin
- Saint-Saviol
- Saint-Secondin
- Saires
- Saix
- Sammarçolles
- Sanxay
- Saulgé
- Savigné
- Savigny-Lévescault
- Savigny-sous-Faye
- Scorbé-Clairvaux
- Senillé
- Sérigny
- Sèvres-Anxaumont
- Sillars
- Smarves
- Sommières-du-Clain
- Sossais
- Surin

## T
Tercé
- Ternay
- Thollet
- Thurageau
- Thuré
- La Trimouille
- Les Trois-Moutiers

## U
Usseau
- Usson-du-Poitou

## V
Valdivienne
- Varennes
- Vaux
- Vaux-sur-Vienne
- Vellèches
- Vendeuvre-du-Poitou
- Vernon
- Verrières
- Verrue
- Vézières
- Vicq-sur-Gartempe
- Le Vigeant
- La Villedieu-du-Clain
- Villemort
- Villiers
- Vivonne
- Vouillé
- Voulême
- Voulon
- Vouneuil-sous-Biard
- Vouneuil-sur-Vienne
- Vouzailles

## Y
Yversay